# Terence Arnold
Terence Arbuthnot Arnold (Peshawar, 5 aprile 1901 – Salisbury, 5 luglio 1986) è stato un bobbista britannico, medaglia d'argento olimpica nel bob a quattro a Chamonix-Mont-Blanc 1924.

## Biografia
Attivo negli anni venti, ha gareggiato nel ruolo di frenatore per la squadra nazionale britannica
Mentre era tenente nell'esercito britannico, Arnold partecipò ai Giochi olimpici invernali di Chamonix-Mont-Blanc 1924, dove conquistò la medaglia d'argento nel bob a quattro con i compagni Ralph Broome, Alexander Richardson e Rodney Soher, superando la nazionale belga (medaglia di bronzo) e posizionandosi dietro a quella svizzera cui andò la medaglia d'oro.

## Palmarès

### Olimpiadi
- 1 medaglia:
  - 1 argento (bob a quattro a Chamonix-Mont-Blanc 1924).